# Issaka Hassane
Issaka Hussane (ur. 3 stycznia 1959) – czadijski sprinter, olimpijczyk, reprezentant Czadu na letnich igrzyskach olimpijskich 1984 w Los Angeles.